# Músculo obturador interno
El músculo obturador interno u obturator internus se origina en la superficie medial de la membrana obturadora, en el isquion cerca de la membrana, y el borde del pubis.  
Sale de la cavidad pélvica por el agujero ciático menor.
El obturador interno está situado en parte dentro de la pelvis menor y en parte en la parte posterior de la articulación de la cadera.
Su función es ayudar a la rotación lateral del fémur con la extensión de la cadera y a la abducción del fémur con la flexión de la cadera, así como estabilizar la cabeza femoral en el acetábulo. 

## Estructura

### Origen
El músculo obturador interno nace de la superficie interna de la pared antero-lateral de la pelvis. Rodea el foramen obturador. Se une a la rama inferior del pubis y al isquion, y lateralmente a la superficie interna del hueso de la cadera por debajo y por detrás del borde pélvico. Llega desde la parte superior del foramen ciático mayor por arriba y por detrás hasta el foramen obturador por abajo y por delante.
Surge también de la superficie pélvica de la membrana obturatriz, excepto en la parte posterior, del arco tendinoso que completa el canal de paso de los vasos y del nervio obturador, y en escasa medida de la fascia obturatriz, que recubre el músculo. 

### Paso

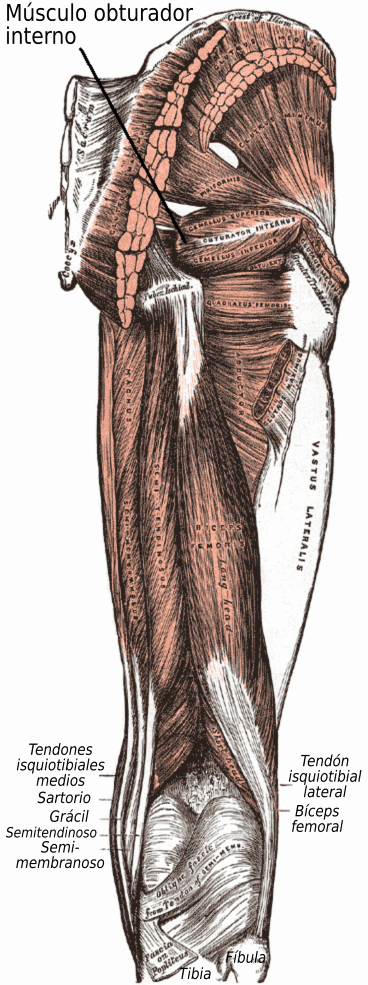
Músculos de las regiones glútea y femoral posterior.

Las fibras convergen a través del foramen ciático menor y terminan en cuatro o cinco bandas tendinosas que se encuentran en la superficie profunda del músculo. Estas bandas se reflejan en ángulo recto sobre la superficie acanalada del isquion entre su espina y su tuberosidad.
El nervio obturador pasa por la parte superficial del músculo obturador interno. El nervio pudendo pasa por la superficie lateral del músculo obturador interno y del músculo coccígeo. El nervio ciático pasa por la superficie posterior del músculo obturador interno.

## Inserción
El tendón se inserta en el trocánter mayor del fémur proximal.

### Inervación
El músculo obturador interno está inervado por el nervio obturador interno (L5, S1 y S2).

### Bursa/bandas
Esta superficie ósea está recubierta por un cartílago liso, que está separado del tendón por una bursa, y presenta una o varias crestas que se corresponden con los surcos entre las bandas tendinosas.
Estas bandas salen de la pelvis a través del agujero ciático menor y se unen en un solo tendón aplanado, que pasa horizontalmente a través de la cápsula de la articulación de la cadera y, después de recibir las inserciones de los músculos gemelos superior e inferior, se inserta en la parte anterior de la superficie medial del trocánter mayor por encima de la fosa trocantérica.
Entre el tendón y la cápsula de la articulación de la cadera suele haber una bursa, estrecha y alargada. Ocasionalmente se comunica con la bursa entre el tendón y el isquion.

## Función
El músculo obturador interno ayuda a sostener la vejiga urinaria como parte del suelo pélvico.

## Galería de imágenes

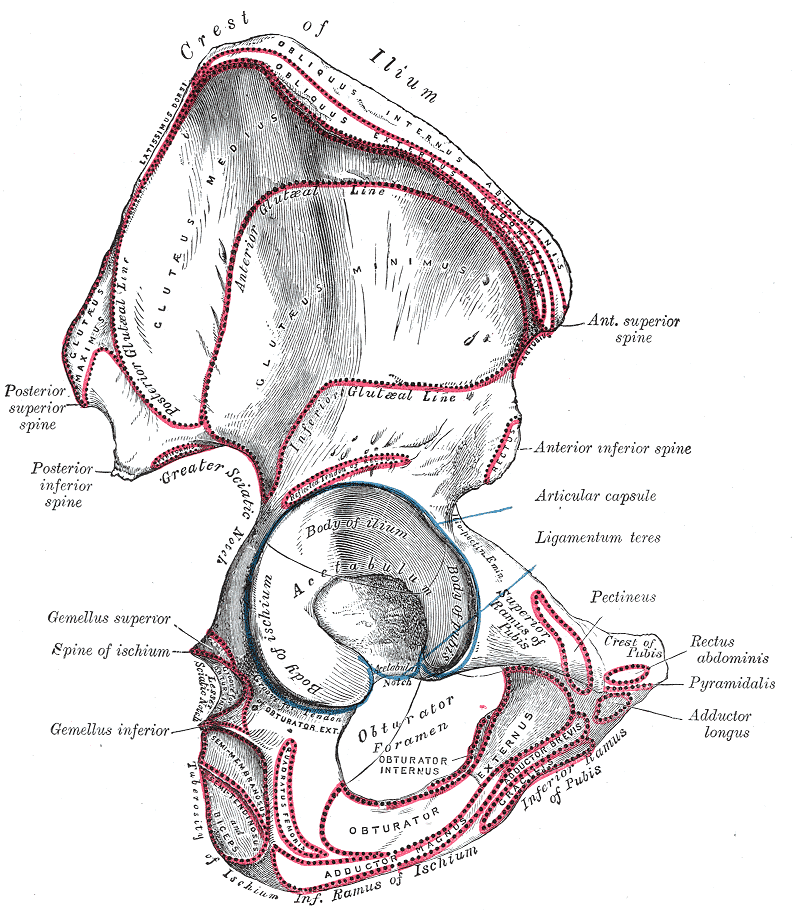
Archivo:Gray235.pngCadera derecha. Cara externa.
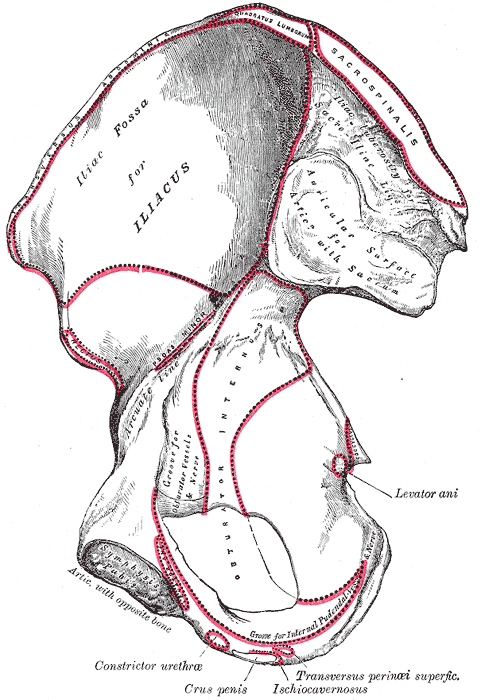
Archivo:Gray236.pngCadera derecha. Cara interna.
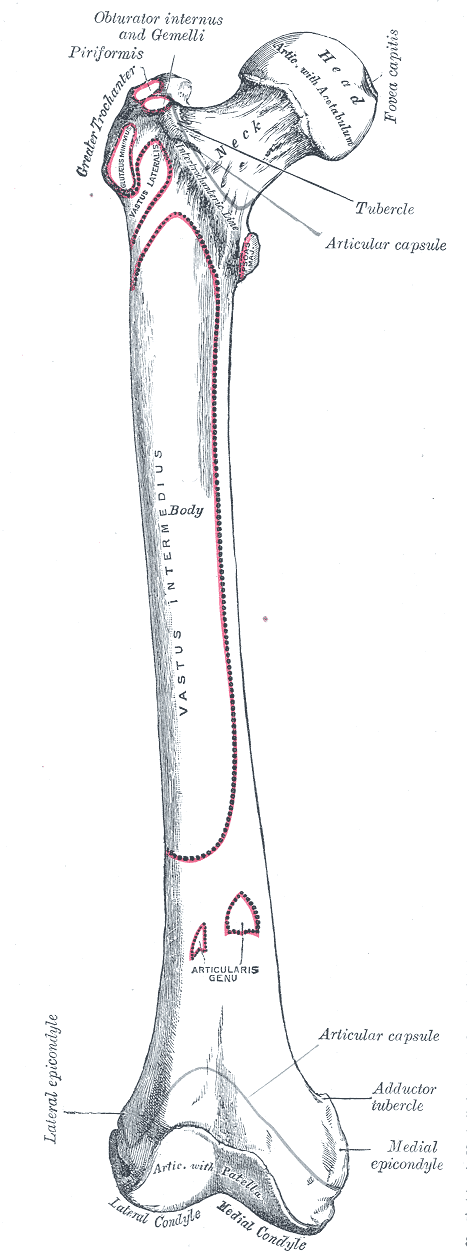
Archivo:Gray244.pngFémur derecho. Cara anterior.
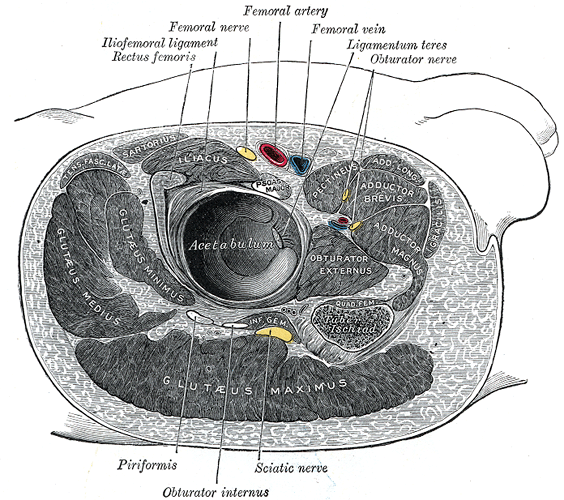
Archivo:Gray344.pngEstructuras próximas a la cadera derecha.
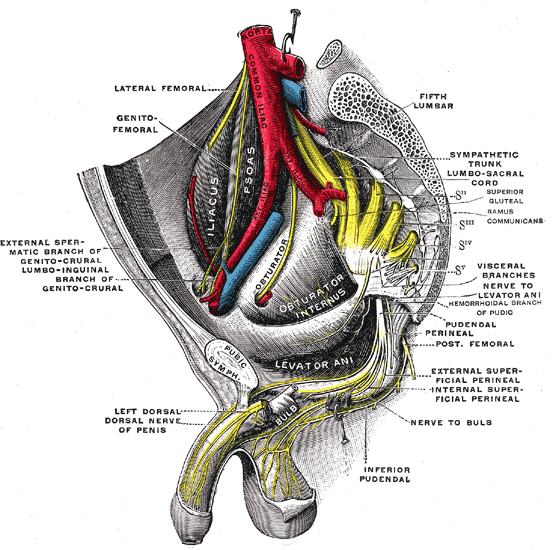
Archivo:Gray837.pngCara derecha del plexo sacro.